# Кунченко-Харченко Валентина Іванівна
Кунченко-Харченко Валентина Іванівна (11 червня 1947, Черкаси, УРСР, СРСР) — радянський і український науковець, академік Української технологічної академії, доктор юридичних наук, доктор технічних наук, професор.

## Вчене звання
Професор, доктор юридичних наук УТА, академік УТА.

## Посада
Завідувач кафедри інформатики, інформаційної безпеки та документознавства Черкаського державного технологічного університету.

## Сфера наукових інтересів
Правознавство, документалістика, документознавство,
інформаційні технології та управління, спеціальні історичні та правові дисципліни.
Валентина Іванівна Кунченко-Харченко після навчання в школі здобула вищу освіту у Московському історико-архівному інституті (нині Російський державний гуманітарний університет). Там у 1988 році захистила кандидатську дисертацію на здобуття вченого звання кандидата історичних наук. Стала відомим фахівцем у царині спеціальних історико-правових дисциплін: документалістики, захисту інформації, документознавства, архівоведення, та інших. Учениця відомого вченого професора з питань документалістики та управління Т. В. Кузнєцової (Російський державний гуманітарний університет).
В. І. Кунченко-Харченко має великий науковий і практичний досвід роботи в органах влади та місцевого самоуправління. З 2003 р. очолює кафедру суспільних дисциплін і права Черкаського державного технологічного університету, професор. Багато уваги приділяє молодим науковцям, тісно співпрацює з управлінцями, спеціалістами державних органів управління, з провідними фахівцями судових органів і юриспруденції. З її участю підготовлена низка наукових статей і проведені «Круглі столи» з правових питань та їх регулювання. Валентина Іванівна також автор ряду підручників, зокрема: «Документи і діловодство», «Документалістика», «Правознавство», монографії «Інформаційно-системні технології, архівознавство і документологія для прогнозу циклів розвитку соціальних та виробничих систем». Нею започаткована наукова серія книг «Історія науки і техніки України». Викликають інтерес наукові публікації у виданнях Національної академії наук України, серед яких: наукові статті, навчальні посібники. Добре відома громадська діяльність Валентини Іванівни як президента Благодійного фонду «Наукова школа ім. Юрія Петровича Кунченка, доктора фізико-математичних наук, професора, академіка». Організатор міжнародних науково-практичних конференцій «Обробка сигналів і негауссівських процесів», присвячених пам'яті видатного вченого Юрія Петровича Кунченка, доктора фізико-математичних наук, професора, академіка, засновника кафедри радіотехніки, проректора з науково-дослідноїроботи та міжнародних зв'язків. Оцінкою досягнень Юрія Петровича є почесні нагороди: у 1996 р. «Міжнародним біографічним центром» в Кембріджі Ю. П. Кунченко був вибраний Міжнародною людиною року1995–1996 рр., а в 1997 р. — Міжнародною людиною року («Американський біографічний інститут»), у 1998 р.— занесений в книгу «2000 видатних людей XX-_го століття» із врученням медалі з аналогічною назвою. У 2000 р. він був вибраний Почесним громадянином м. Черкас, у 2006 р. Міжнародний біографічний центр присвоїв Ю. П. Кунченку звання «Учений року в області фундаментальних і прикладних наук» і вручив почесне посвідчення і медаль.
За вагомий внесок в розвиток вітчизняної науки 20 січня 2006 р. Указом Президента України Ю. П. Кунченку присвоєне почесне звання «Заслужений працівник науки і техніки України». Юрій Петрович Кунченко академік Інженерної академії наук України, академік Академії зв'язку України, академік Нью-йоркської академії наук, дійсний член Королівського Статистичного Товариства Обробки Сигналів академії наук Великої Британії, дійсний член суспільства IEEE.

## Наукові здобудки
За плідну працю і науковий доробок В. І. Кунченко-Харченко була нагороджена: Грамотою Верховної Ради України «За заслуги перед українським народом» (2010);Дипломом президії УТА з присвоєнням звання «Заслужений діяч вищої школи» та врученням срібного позолоченого Знака пошани (2010); Грамотою президії УТА за вагомий внесок у розбудову держави та особисті заслуги у галузі науки та освіти з врученням ордена Срібна Зірка та присвоєнням звання «Лідер України» (2012); дипломом обласного огляду — конкурсу видавничих організацій Черкаської облдержадміністрації «Краща книга місцевого автора» у складі авторського колективу за навчальне видання «Правознавство» (2010), почесними грамотами від керівництва ЧДТУ за педагогічні досягнення, багаторічну плідну працю та особистий внесок у розвиток університету. Має Подяку за сумлінну багаторічну діяльність з нагоди 50-річчя заснування ЧДТУ (2010). Валентина Іванівна прагне постійно підвищувати професійну майстерність і рівень кваліфікації. У 2012 р. з відзнакою закінчила Національний університет «Одеська юридична академія» і отримала кваліфікацію юрист за спеціальністю «Правознавство». У кінці 2013 року захистила докторську дисертацію за спеціальністю 05.13.06 «Інформаційні технології».
Кунченко-Харченко Валентина Іванівна — Академік Української технологічної академії, доктор юридичних наук, доктор технічних наук, професор.

## Перелік курсів
- Діловодство
- Вища школа і Болонський процес
- Педагогіка вищої школи. Інформаційні технології в управлінні, документознавстві, архівознавстві.
- Правовий захист інформації.

## Вибрані наукові публікації
- 1. Кунченко-Харченко В. І. Посібник «Діловодство». Черкаси, 1998. — 120 с.
- 2. Кунченко-Харченко В. І., Кузнєцова Т. В. Посібник «Документи і діловодство». Черкаси, 1998. — 120 с.
- 3. Кунченко-Харченко В. І. Посібник «Документалістика» Черкаси: ЧДТУ, 2006. — 147 с.
- 4. Кунченко-Харченко В. І., Трубін Ю. Ю. До питання про соціальний захист «дітей війни» II Міжнародна науково-практична конференція «Дні науки — 2006». Том 28 Право. Дніпропетровськ. Наука і освіта 2006. — С. 50—52.
- 5. Кунченко-Харченко В. І. Захист інформації: основні поняття та визначення. Матеріали III Міжнародної науково-практичної конференції «Wiadomosci naukowej mysli» Том 11 Przemysl2007. — С. 62—64
- 6. Кунченко-Харченко В. І. Палагін В. В. Творчий шлях та розвиток національної наукової школи професора Кунченка Ю. П. по розробці теорії нелінійних методів опрацювання сигналів" Вісник інженерної академії України Випуск 2—3. За матеріалами науково-практичної конференції, присвяченої 15-річчю Інженерної академії України Київ. 2006. — С. 218—221 — фахове видання
- 7. Кунченко-Харченко В. І. Концепція цілеорієнтації при формуванні стратегій управління енергоактивними системами з елементами інтелекту та самоорганізації. Національна Академія наук України, збірник наукових праць «Моделювання та інформаційні технології», випуск 38, Інститут проблем моделювання в енергетиці ім. Г. Є. Пухова Київ-2007, С. 122—130.– фахове видання
- 8. Л. С.  Сікора, І. Л. Манишин, І. О. Малець, Кунченко-Харченко В. І. Логіка прийняття рішень в активних інтелектуальних системах. Національна Академія наук України, збірник наукових праць «Моделювання та інформаційні технології», випуск 40, Інститут проблем моделювання в енергетиці ім.. Г. Є. Пухова Київ -2007 С. 150—159. — фахове видання
- 9. Л. С.  Сікора, І. Л. Манишин, М. С.  Антоник, В. М. Сікора, Кунченко-Харченко В. І. Логічні процедури формування рішень інтелектуальним агентом — оператором в управлінській структурі організації Національна Академія наук України, збірник наукових праць 40 «Моделювання та інформаційні технології», Інститут проблем моделювання в енергетиці ім. Г. Є. Пухова. Київ-2007. С. 10—19 фахове видання
- 10. Л. С.  Сікора, І. О. Малець, Ю. О. Борзов Кунченко-Харченко В. І. Розмиті події в динамічних іграх взаємодії інформаційно-керуючих систем та інформаційні моделі діагностики ситуацій при нечітких даних. Національна Академія наук України, збірник наукових праць «Моделювання та інформаційні технології», випуск 43, Інститут проблем моделювання в енергетиці ім. Г. Є. Пухова Київ-2007. С. 136—140 — фахове видання
- 11. Кунченко-Харченко В. І. Проблеми документознавства на сучасному етапі розвитку управлінських технологій Національна Академія наук України, збірник наукових праць «Моделювання та інформаційні технології», Інститут проблем моделювання в енергетиці ім. Г. Є. Пухова. С. 99—102 — фахове видання
- 12. Л. С.  Сікора, І. Р. Манишин, І. О. Малець, Кунченко-Харченко В. І. Формалізація знань для синтезу моделей процедур розв‘язання проблемних ситуацій в технологічних і регіональних структурах Національна Академія наук України, збірник наукових праць 46 «Моделювання та інформаційні технології», Інститут проблем моделювання в енергетиці ім. Г. Є. Пухова. Київ — 2008. С. 133—141 — фахове видання.
- 13. Л. С.  Сікора, І. Р. Манишин, І. О. Малець, В. В. Кибукевич, Кунченко-Харченко В. І. Правила виводу у процедурах прийняття рішень в кризових ситуаціях Національна Академія наук України, збірник наукових праць 45 "Моделювання та інформаційні технології"Інститут проблем моделювання в енергетиці ім. Г. Є. Пухова. Київ — 2008, С. 171—182 — фахове видання
- 14. Л. С.  Сікора, Кунченко-Харченко В. І.. Графові розмиті структури як моделі історичних тенденцій розвитку наукового базису радіотехніки, телекомунікацій та інформаційних технологій. Національна Академія наук України, збірник наукових праць 47 «Моделювання та інформаційні технології», Інститут проблем моделювання в енергетиці ім. Г. Є. Пухова. Київ — 2008. — С. 181—187 — фахове видання
- 15. Л. С.  Сікора, Кунченко-Харченко В. І.. Історична документалістика підтвердження інформаційного характеру кондратьевських моделей к-циклів розвитку економічних та енергетичних структур. Національна Академія наук України, збірник наукових праць 48 «Моделювання та інформаційні технології», Інститут проблем моделювання в енергетиці ім. Г. Є. Пухова. Київ-2008 С. 170—176 — фахове видання
- 16. Л. С.  Сікора, Кунченко-Харченко В. І. Історичні аспекти розвитку інформаційних технологій та систем телекомунікацій і їх вплив на цикли Кондратьева. Національна Академія наук України, збірник наукових праць 49 «Моделювання та інформаційні технології», Інститут проблем моделювання в енергетиці ім. Г. Є. Пухова. Київ, 2008, С. 143—149. — фахове видання
- 17. Кунченко-Харченко В. І., Сухацький Р. П., Отамась І. Г. Розвиток радіотехніки на початку XX століття. Матеріали IV науково-практичної конференції «Динамика изследования» Софія — 2008, С. 81—86
- 18. Кунченко-Харченко В. І., Я. П. Драган, А. Ю. Лега. Серія: Історія науки і техніки України «Нариси з розвитку радіотехніки в епоху науково-технічної революції та сучасності» Черкаси: «Видавництво» 2008. — 44с.
- 19. Кунченко-Харченко В. І., Я. П. Драган, А. Ю. Лега. Серія: Історії науки і техніки України «Нариси передісторії радіотехніки». Черкаси: ЧДТУ, 2008. — 31 с.
- 20. Кунченко-Харченко В. І. Навчальний посібник «Інформаційно-системні технології, архівознавство і документологія для прогнозу циклів розвитку соціальних та виробничих систем». Львів: Укр.акад. друкарства, 2009. — 300с.
- 21. Кунченко-Харченко В. І. Правознавство (Текст) / Кунченко-Харченко В. І., Печерський В. Г., Трубін Ю. Ю.; Міністерство освіти і науки України, Черкаський державний технологічний університет. — Черкаси: ЧДТУ, 2009—471 с. — ISBN978-966-402-047-0
- 22. Кунченко-Харченко В. І., Сухацький Р. П. Внесок Кунченка Юрія Петровича у розвиток радіотехніки в Україні. Історія української науки на межі тисячоліть. Випуск 43. Київ — 2009. — С. 157—162.
- 23. Кунченко-Харченко В. І. Бібліографічні сторінки доктора фіз.-мат.наук, професора, академіка Юрія Петровича Кунченка Праці II Міжнародної науково-практичної конференції «Обробка сигналів і негауссівських процесів» До 70-річчя від дня народження професора Ю. П. Кунченка Черкаси: ЧДТУ, 2009. — С. 4—10.
- 24. Кунченко-Харченко В. І. Навчальне видання «Інформаційно-управлінське документування». Черкаси: ЧДТУ,2010. — 316 с.
- 25. Кунченко-Харченко В. І. Розвиток радіотехніки в епоху науково-технічної революції та сучасності. Матеріали 9-ї Всеукраїнської наукової конференції «Актуальні питання історії науки і техніки» Житомир –2010. — С. 278—281.
- 26. Кунченко-Харченко В. І. Моделі інформаційних потоків та їх використання в системах бази даних та документології для прийняття рішень. Національна Академія наук України, збірник наукових праць 54 «Моделювання та інформаційні технології», Інститут проблем моделювання в енергетиці ім. Г. Є. Пухова Київ — 2010, С. 175—179 — фахове видання.
- 27. Кунченко-Харченко В. І. Моделі та форми представлення документів для задач формування прийняття рішень. Національна Академія наук України, збірник наукових праць 55 «Моделювання та інформаційні технології», Інститут проблем моделювання в енергетиці ім. Г. Є. Пухова Київ — 2010, С. 172—176 — фахове видання.
- 28. Кунченко-Харченко В. І. Захист інформаційних ресурсів, документів як складова інформаційного забезпечення системи управління. Національна Академія наук України, збірник наукових праць 55 «Моделювання та інформаційні технології», Інститут проблем моделювання в енергетиці ім. Г. Є. Пухова Київ — 2010, С. 181—185 — фахове видання.
- 29. Кунченко-Харченко В. І., Отамась І. Г. Організація діловодства для інтелектуалізації процесів управління в Черкаському регіоні у другій половині XX ст. Національна Академія наук України, збірник наукових праць 56 «Моделювання та інформаційні технології», Інститут проблем моделювання в енергетиці ім. Г. Є. Пухова, Київ — 2010, С. 181—187 — фахове видання.
- 30. Драган Я. П., Лега А. Ю., Кунченко-Харченко В. І. Серія: Історії науки і техніки України «Нариси з історії розвитку радіотехніки в Україні: історичний аспект» Черк. держ. технол. ун-т. — Черкаси: ЧДТУ, 2010. — 43с.
- 31. Кунченко-Харченко В. І. Внесок професора Юрія Петровича Кунченка у розбудову сучасної науки та освіти Матеріали Міжнародної науково-практичної конференції «Сучасний університет: перспективи розвитку» 18- 21жовтня 2010 р. Черкас.держ.технол.ун-т.-Черкаси: ЧДТУ, 2011. — С. 61 — 64 — фахове видання
- 32. Кунченко-Харченко В. І. Навчальний посібник «Документологія — базис прогнозу інформаційних систем». М-во освіти і науки, молоді та спорту України, Черк.держ. технол.ун-т. — Черкаси: ЧДТУ, 2011. — 317 с.
- 33. Кунченко-Харченко В. І. Теорія нелінійної статистичної обробки негаусівських сигналів Кунченка Ю. П.. Матеріали третьої міжнародної науково-практичної конференції «Методи та засоби кодування, захисту й ущільнення інформації» Вінниця — 2011. — С. 32—33.
- 34. Кунченко-Харченко В. И., Рискаль М. О. Стохастические полиномы Юрия Петровича Кунченко для систем радиосвязи. Материалы 15-го юбилейного Международного молодежного форума «Радиоэлектроника и молодежь в XXI веке» Том 3, Харьков — 2011. С. 111—112.
- 35. Кунченко-Харченко В. І. Теорія сигналів Ю. П. Кунченка в розвитку інформаційних технологій. Матеріали третьої міжнародної науково-практичної конференції «Інформаційні технології та комп‘ютерна інженерія» Вінниця — 2012. С. 26—32.
- 36. Кунченко-Харченко В. І. Використання в системах бази даних та в документології моделей інформаційних потоків в умовах впроавадження інновацій. Матеріали II науково-технічної конференції "Обчислювальні методи і системи перетворення інформації"Львів — 2012 С. 244—248 фахове видання.